# Panique au Mangin Palace
Pour les articles homonymes, voir Mangin.
Panique au Mangin Palace est une émission radiophonique diffusée en direct sur France Inter les dimanches entre 11 h et 12 h de septembre 2005 à juin 2010, rassemblant près d'un million d'auditeurs. Elle est animée par Philippe Collin, coécrite par Xavier Mauduit et réalisée par Henri-Marc Mutel. La programmation musicale de Thierry Dupin et le travail de recherche aux archives de l'INA de Flora Bernard contribuent également au ton et au contenu de l'émission.

## Présentation
Définie par ses auteurs comme « archi loufoque et totale foutraque », chaque émission aborde un thème (« Tu es moche », « Tu es Marseille », « Tu es préhistoire »…) ponctué d'extraits sonores : « publicités des années 1950, rengaines, répliques-cultes de la télévision et reportages du temps de l'ORTF, voire des actualités cinématographiques Pathé, le tout agrémenté d'un soupçon de rap ».
Quatre séquences s'enchaînent sur un ton joyeux, second degré voire « provoc' » : l'historique du thème général, le développement d'une partie du thème général, une lecture des événements politiques de la semaine passée selon ce thème et un nouvel épisode des aventures de Monique et Jean-Claude (un couple de Français moyens vivant dans le village fictif de Grosboule-les-Bains), toujours en rapport avec le thème général.
Le générique de début est un remix de la musique The House of the Rising Sun du groupe The Animals par Young Drills : Rising Sons. Il est immédiatement précédé par l'annonce de l'émission, dans le style des messages codés diffusés par Radio Londres durant la Seconde Guerre mondiale, avec le brouillage : « Attention. Message personnel : Panique au Mangin Palace, je répète, Panique au Mangin Palace ». Le générique commence ensuite, continuant pendant que Philippe Collin introduit le thème de l'émission. Une chanson en rapport avec ce thème est ensuite diffusée, puis la première rubrique commence.

## Historique
En juin 2007, l'émission remporte le prix du meilleur programme radio au New York Festivals, dans la catégorie Information/Documentary, sous-catégorie Magazine Format. Elle y est représentée par l'épisode « Tu es Pékin », traduit pour l'occasion.
Entre septembre 2008 et juin 2009, une variante de l'émission, intitulée Panique au Ministère Psychique, est diffusée tous les samedis entre 11 h et 12 h sur France Inter. Entre septembre 2009 et juin 2010, une nouvelle variante de l'émission, intitulée La cellule de dégrisement, est diffusée tous les samedis entre 11 h et 12 h sur France Inter.
L'émission s'arrête en juin 2010, le mois de juillet 2010 voyant la diffusion d'une émission quotidienne intitulée Les Persifleurs du mal, du lundi au vendredi entre 9 h et 10 h, et Philippe Collin présentant à la rentrée 2010 l'émission de 5/7 Boulevard de 17 h à 19 h en semaine.
L'intégralité des épisodes est disponible sous licence Creative Commons sur le site Archive.org.